# جامعة برج العرب التكنولوجية
جامعة برج العرب التكنولوجية هي جامعة حكومية مصرية، إحدى الجامعات التكنولوجية التي تم إنشاءها طبقًا لقانون رقم 72 لسنة 2019 والخاص بإنشاء الجامعات التكنولوجية في مصر وهي مؤسسات تعليمية تنتهج أسلوب التعليم والتدريب للطلاب في مختلف التخصصات التي يحتاجها سوق العمل مع تطوير وبناء المهارات اللازمة لإلحاق الخريج بسوق العمل مباشرة، تقع الجامعة في منطقة الجامعات بمدينة برج العرب الجديدة بمحافظة الإسكندرية على مساحة 42 ألف متر مربع،
يضم حرم الجامعة المبنى التعليمي وبه قاعات تدريس مختلفة المساحات، كافيتريا، مبنى الورش والمعامل، مبنى إداري، مكتبة، ملاعب، وساحة انتظار للسيارات. وتبلغ مدة الدراسة بالجامعة أربعة سنوات، وتمنح الجامعة مثل باقي الجامعات التكنولوجية الدرجات العلمية على حسب التخصص وهي الدبلوم فوق المتوسط المهني في التكنولوجيا، البكالوريوس المهني في التكنولوجيا، الماجستير المهني في التكنولوجيا، والدكتوراه المهنية في التكنولوجيا. وبدأت الدراسة في الجامعة في سبتمبر 2022.

## الأهداف
طبقاً لقانون رقم 72 لسنة 2019 أنشأت الجامعات التكنولوجية لتحقيق عدة أهداف أهمها:
- استحداث مسار جديد متكامل للتعليم والتدريب التطبيقي والتكنولوجي وموازٍ لمسار التعليم الأكاديمي.
- تطبيق التكنولوجيا واستغلالها لصالح المجتمع وتأهيل الخريجين لتلبية احتياجات سوق العمل.
- توفير تعليم تكنولوجي يقدم خدمات تعليمية وتدريبية ذات جودة مرتفعة.
- التطوير المستمر للمناهج والخطط الدراسية لجميع المراحل والمستويات الدراسية.
- تقديم المساعدة الفنية والمشورة الإدارية في مجال التعليم الفني والتدريب.

## الكليات والبرامج الأكاديمية
تضم الجامعة كليتين هما:
- كلية تكنولوجيا الصناعة والطاقة

تضم برامج تكنولوجيا تشغيل وصيانة ماكينات الغزل والنسيج، تكنولوجيا الجرارات والمعدات الزراعية، تكنولوجيا الصناعات الغذائية، تكنولوجيا السكك الحديد، وتكنولوجيا المعلومات.
- كلية تكنولوجيا العلوم الصحية

تضم برامج مساعد تمريض، مساعد صيدلي، مساعد أسنان، تكنولوجيا المعلومات الصحية.

## نظام القبول
يشترط للقبول في الجامعة أن يكون المتقدم حاصلاً على شهادة الثانوية العامة أو ما يعادلها، أو شهادة الدبلوم نظام الثلاث والخمس سنوات أو ما يعادلها، أو خريجي المعاهد المتوسطة، ويكون القبول بترتيب درجات النجاح، ويقبل المتقدم بعد اجتياز اختبارات القبول التي تحددها الجامعة وهي من اختبار لقياس مهارات اللغة الإنجليزية، اختبار لقياس مهارات الحاسب الآلي، واختبار للمعلومات العامة في الرياضيات ويشترط للنجاح الحصول على نسبة 60٪ من الدرجة النهائية بهذا الاختبار.

## معرض الصور

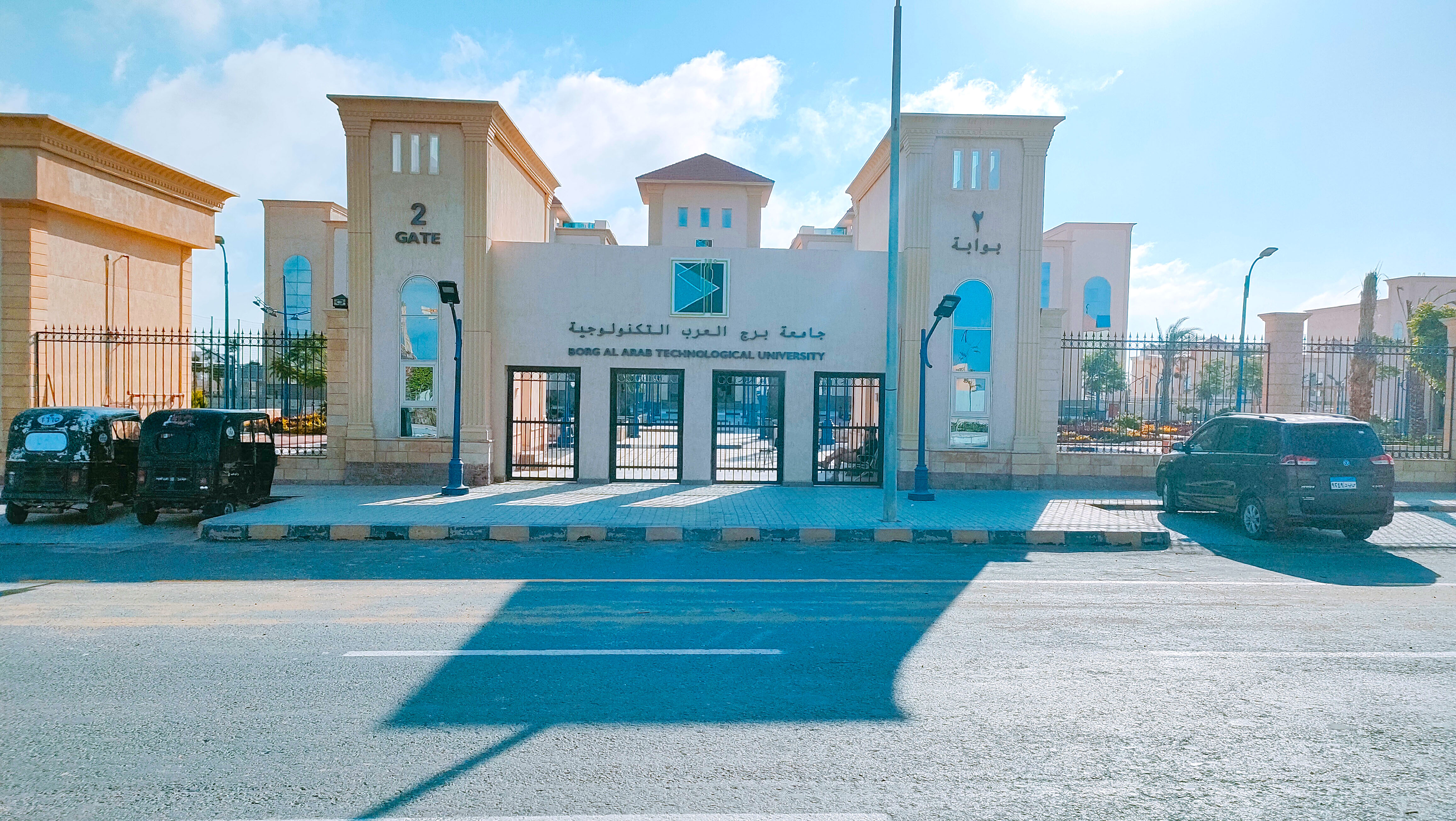
إحدى بوابات الجامعة
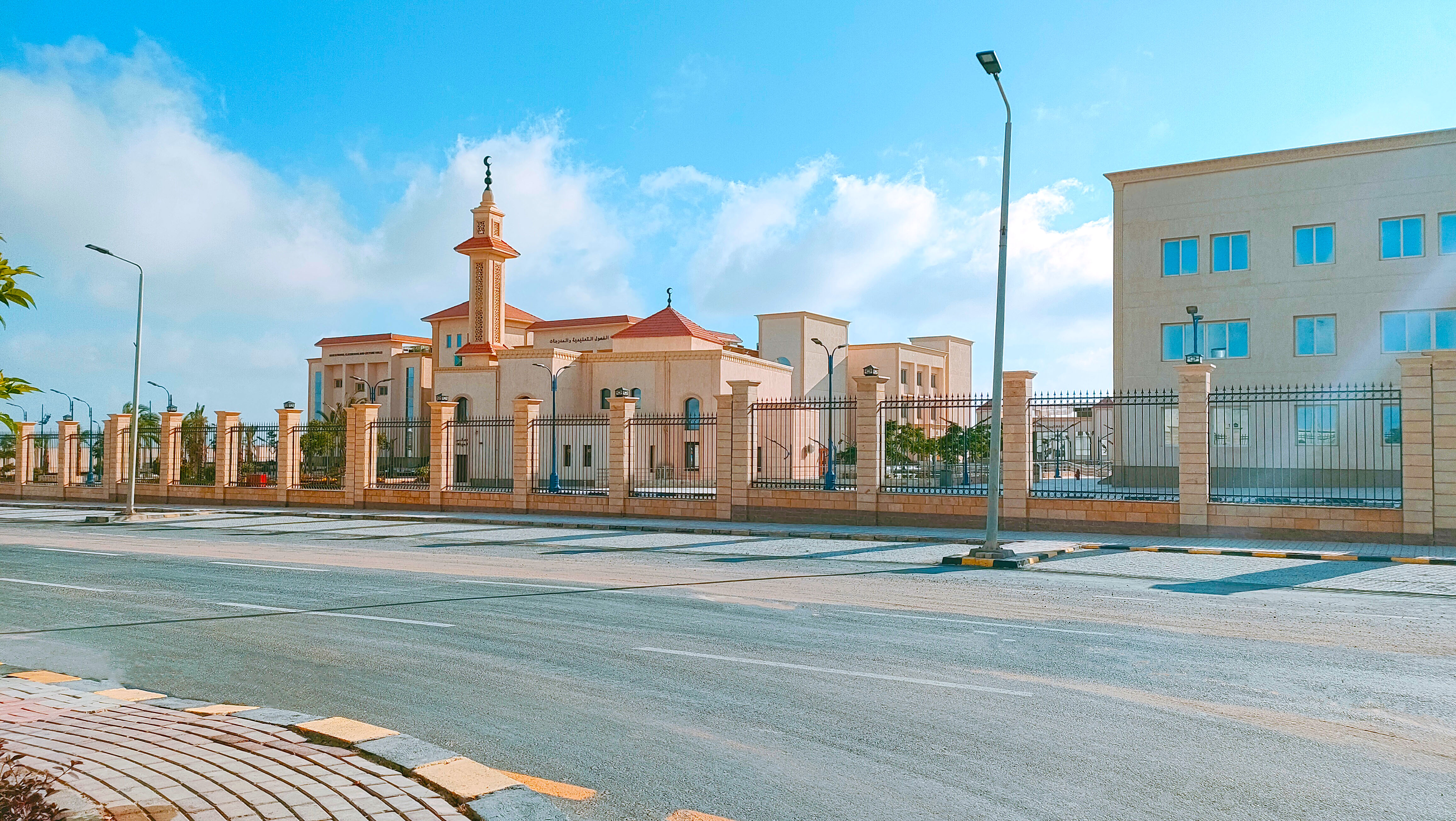
المسجد والفصول التعليمية

## وصلات خارجية
- الموقع الرسمي للجامعة.
- الصفحة الرسمية للجامعة على موقع فيس بوك.